# Minnewater

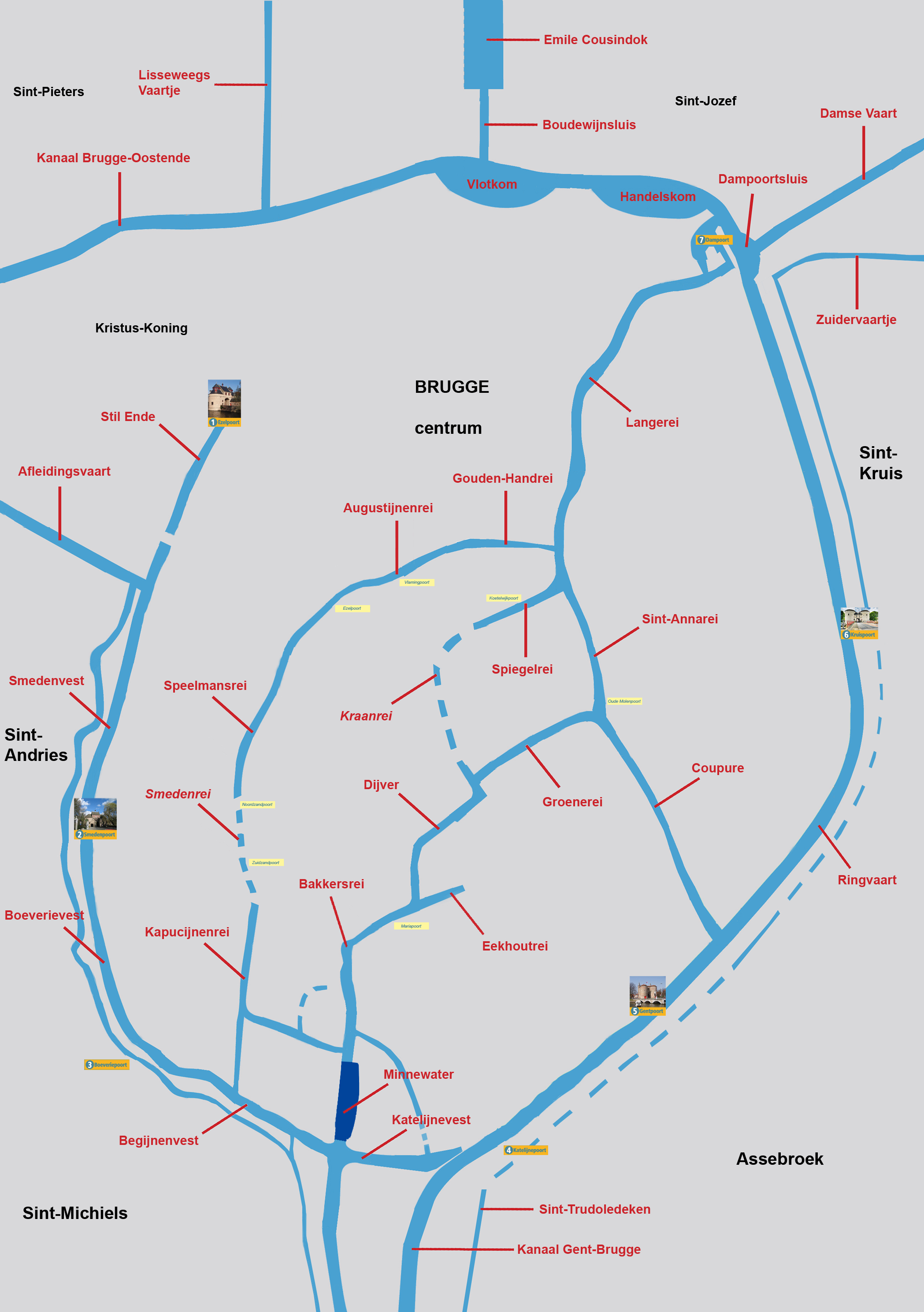
Situering van het Minnewater (donkerblauw)

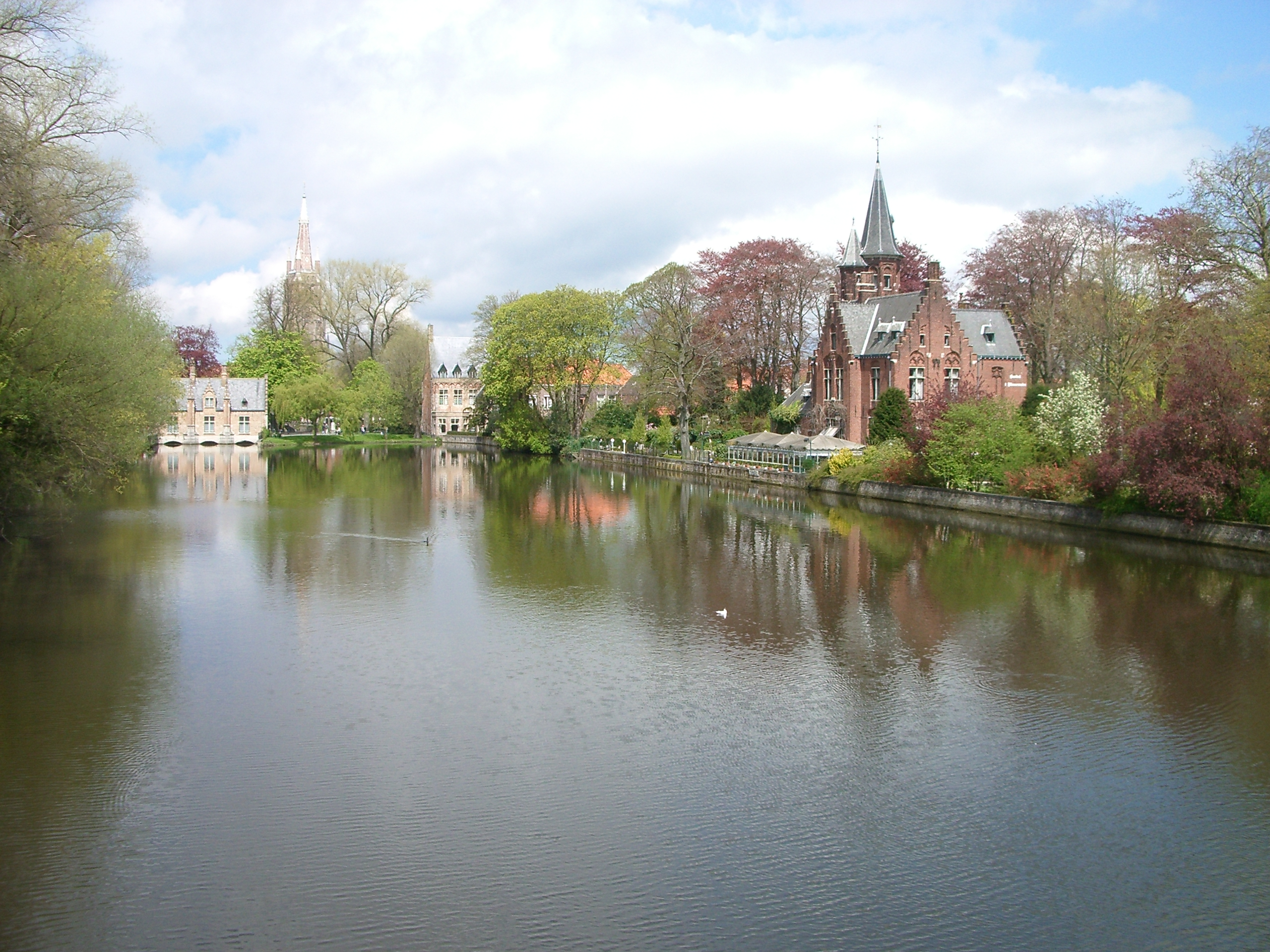
Het Minnewater. Links achteraan bevindt zich het oude sashuis, rechts vooraan staat het kasteel della Faille.

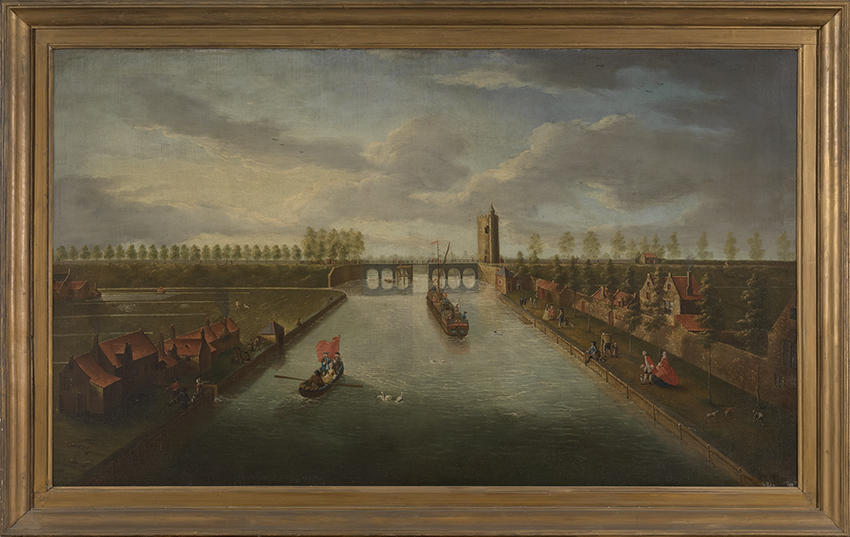
Het Minnewater in de 18de eeuw, anoniem schilderij (Groeningemuseum).

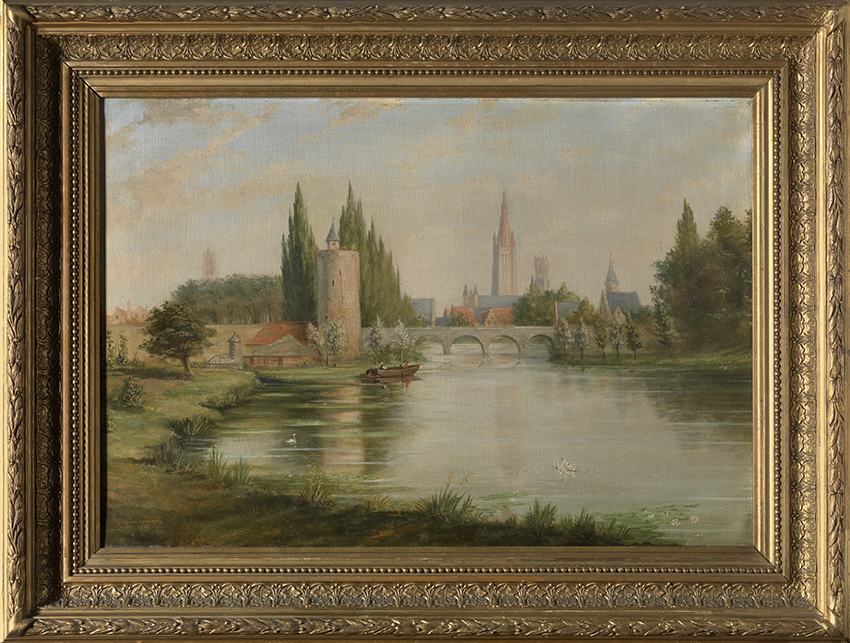
Het Minnewater geschilderd door Jozef Dinnewet, 1894 (Groeningemuseum).

Het Minnewater is een langwerpig meertje in het centrum van Brugge. Het is omgeven door de vesten en het in 1977-'79 aangelegde Minnewaterpark. Ten noorden van het Minnewater loopt een straat met dezelfde naam.

## Geografie en waterhuishouding
Ten zuiden van Brugge vloeiden verscheidene zijriviertjes en beken in de Reie. De Kerkebeek, bijvoorbeeld, vloeide in de Reie net voor het kruisen van de vestingsgracht. Al dat water liep Brugge binnen via het Minnewater. 
Het Minnewater zelf is geen natuurlijk meertje, maar ontstond wellicht in de 13e eeuw als een soort stuwmeertje en bufferbekken, op het ogenblik dat ter hoogte van het huidige sashuis sluizen gebouwd werden. Dit was nodig om de watertoevoer onder controle te houden. Het debiet van de Reie was nogal wisselend. De laagstgelegen delen van de stad liepen onder water bij plotse dooi of langdurige regenval. Zolang daar niemand woonde, vormde dit geen probleem, maar naarmate de stad verder uitbreidde en ook lagergelegen gebieden, zoals de Meersen, bebouwd werden, wat vooral in de 13e eeuw het geval was, werd men verplicht de grillen van de Reie te beheersen.
Het Minnewater was tot 1784 de aanlegplaats van de Gentse barge. Later legde de barge aan bij de Katelijnepoort.

## Oorsprong van de naam
Over het ontstaan van de naam bestaan verschillende theorieën. Volgens sommigen komt het van Middenwater (een kom). Anderen denken dat minnen een synoniem is voor mennen, het beheersen van het water van de Reie dus.
Louis Gilliodts en Karel De Flou, hierin bijgetreden door Albert Schouteet, waren van oordeel dat Minne synoniem was van Meene destijds synoniem was van Gemeente  en het Minnewater derhalve een Gemeentelijk Water was.
Frans Debrabandere betwist dat de klankvervorming van 'meene' naar 'minne' hier kan van toepassing zijn. Hij zegt, hierin Maurits Gysseling volgende,  dat het water zijn naam ontleend heeft aan de Minnebrug. Het middeleeuwse volksgeloof was overtuigd dat minnen of watergeesten en waterduivels rond grote wateroppervlakten spookten en hierbij onder bruggen huisden.

## Gebouwen rond het Minnewater
Een opvallend gebouw op de oostelijke oever van het Minnewater is het kasteel della Faille. Dit neogotische kasteeltje werd in 1893 gebouwd naar het ontwerp van architect Karel De Wulf.
Ten noorden van het Minnewater bevindt zich het Begijnhof Ten Wijngaerde. Ten westen van het Minnewater, aan de Professor Dr. J. Sebrechtsstraat, ligt de voormalige Minnewaterkliniek.
Aan de Minnewaterbrug staat de oude Poertoren, die dienstdeed als opslagplaats van munitie onder het ancien régime.
Naast het Minnewater loopt een korte straat die eveneens de naam Minnewater draagt en voordien de naam Acht Zaligheden droeg. Die straat loopt naar het Minnewaterpark.

## Sage
Aan het Minnewater kleeft een sage. Deze gaat als volgt:
In de tijd toen de Romeinen aan de verovering van Gallië begonnen waren, had een oude zeeman de zee vaarwel gezegd en leefde met zijn enige en mooie dochter Minna te Brugge, dat toen nog een kleine nederzetting was, omringd door bossen en moerassen. Omdat hij wist dat hij niet zo erg lang meer te leven had, zocht hij voor zijn dochter een geschikte bruidegom. Zijn keuze viel op Horneck, een jonge man die af en toe op bezoek kwam.
Minna echter had haar oog reeds laten vallen op Stromberg, een jonge krijger van een naburige stam. Zij verzweeg dit voor haar vader, omdat ze wel wist dat hij die naburige stam niet hoog in het hart droeg. Om onenigheid te vermijden stelde ze dan ook steeds maar een definitieve beslissing uit.
Toen de Romeinen het land binnenvielen, trokken de krijgers van alle stammen ten strijde. Zo ook Stromberg die vóór zijn vertrek van Minna de belofte van haar liefde en trouw had verkregen.
Nog enige tijd kon Minna haar vader ervan overtuigen dat een huwelijk haar nog niet paste, maar er kwam aan zijn geduld een einde en hij besliste dat bij de derde zonsopgang haar huwelijk met Horneck voltrokken zou worden. Zij was radeloos, verscheurd tussen haar belofte aan Stromberg en de wil van haar vader.
De avond vóór de derde zonsopgang vluchtte zij het bos in, om nooit meer terug te keren.
Een tijd later kwam Stromberg terug. Het Romeinse gevaar was geweken. Toen hij hoorde dat Minna verdwenen was, begon hij een moeizame speurtocht. Uiteindelijk vond hij haar, verscholen in het dichte struikgewas, aan de oever van een brede beek. Het mocht evenwel niet meer baten. Minna was van het lange zwerven totaal uitgeput en ze stierf in de armen van haar geliefde.
Eerst wilde Stromberg zich het leven benemen, maar hij besloot de plaats waar Minna overleden was blijvend te vereren.
Na een hut te hebben gebouwd, legde hij een dam in de beek en in het midden van de droge bedding maakte hij een graf waarin hij Minna voor eeuwig te ruste legde. Daarna liet hij het water weer zijn vrije loop.
Op de oever waar hij Minna gevonden had, plaatste hij een zwaar rotsblok waarop hij, als aandenken aan Minna, "MINNA-WATER" beitelde.
Het zou op dezelfde plaats zijn dat later de toren werd gebouwd die nu nog steeds het Minnewater domineert.